# Sardus Pater
Sardus Pater, o Sardo, era il dio eponimo dei Sardi nuragici venerato presso il tempio di Antas, il Sardopatòros ieròn (in greco antico Σαρδοπατώρος Ιερόν, ossia il tempio del Sardus Pater, Sàrdos, Σάρδος Πατήρ) ricordato dal geografo Tolomeo e situato nella Sardegna meridionale (Sulcis-Iglesiente) a circa 10 chilometri a sud del paese di Fluminimaggiore. 
L'esatta localizzazione del tempio diede luogo nel passato ad ampi dibattiti ed a svariate ricerche portate avanti da archeologi e studiosi della storia sarda. Però la certezza che ad Antas si trovasse proprio il tempio del Dio dei nuragici si ebbe a partire dal 1954 quando una studentessa dell'Università di Cagliari (L. Caboni) nell'ambito delle ricerche per preparare la sua tesi di laurea, tra le rovine del tempio scoprì un frammento dell'epistilio. Durante la campagna di scavi iniziata nel 1966 e condotta dagli archeologi Gennaro Pesce e Sabatino Moscati, venne rinvenuta una tabella bronzea recante una dedica al dio ed un frammento con un'iscrizione riguardante l'erezione del Templum Dei Sardi Patris Babai (tempio del dio Sardus Pater Babai). Tale frammento completava quello precedentemente rinvenuto nel 1954 e consentiva di ricomporre l'iscrizione integrale del frontone. 

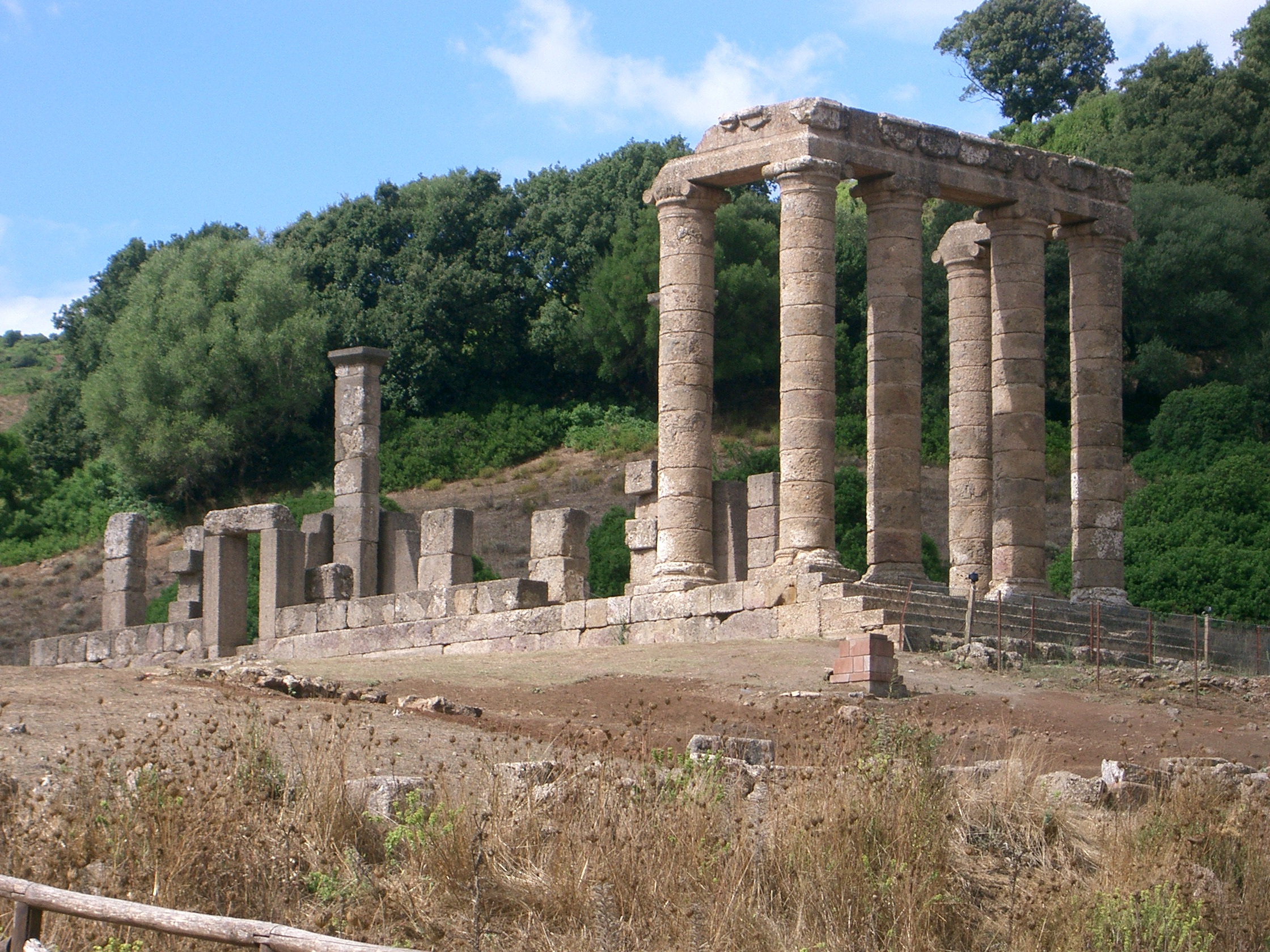
Fluminimaggiore, il Tempio di Antas

## Fonti storiche
- La prima menzione letteraria del Sardus Pater risale al I secolo a.C. ed è contenuta nelle perdute Historiae di Sallustio. Nel racconto che ne fa lo storico romano Sardus Pater giunse in Sardegna proveniente dalla Libia (Nordafrica). Figlio del dio Makeris (l'Eracle venerato con il nome di Melqart), sarebbe sbarcato con un gruppo di coloni. Questi si integrarono con gli autoctoni e cambiarono il nome dell'Isola da Argyròphleps nesos (isola dalle vene d'argento) e Ichnussa in Sardò, Sardinia[3].

- Silio Italico nel I secolo d.C. nel suo poema Punica, nel libro XII racconta di Sardus dicendo: «dopo che i Greci chiamarono l'isola Ichnusa, Sardus confidando nel generoso sangue di Ercole Libico, le cambiò il nome dandole il suo»[4].

- Nel II secolo d.C. Pausania, nella sua opera Periegesi della Grecia, in base a quanto da lui visto nei suoi viaggi, racconta che nel celebre tempio di Delfi consacrato ad Apollo si trovava una statua in bronzo del Sardus Pater e che tale statua fosse stata portata a Delfi dai Sardi abitanti la Sardegna[4].

- Nel III secolo d.C. Gaio Giulio Solino nella sua opera Raccolta delle cose memorabili dice: «Non importa dunque narrare come Sardus, nato da Ercole, Norace da Mercurio, l'uno dall'Africa, l'altro da Tartesso della Spagna, arrivassero sino a questa isola di Sardegna e da Sardus si sia denominato il paese, da Norace la città di Nora».

## Origini
Secondo gli studiosi, la figura del Sardus Pater rappresenta una sintesi di vari elementi religiosi che partendo dall'antica devozione per un dio paleosardo guerriero e cacciatore, si arricchirono successivamente di influssi culturali di diversa provenienza. Per lo studioso Attilio Mastino il tempio del Sardus Pater di Antas. 
(La Grande Enciclopedia della Sardegna, pag. 384)

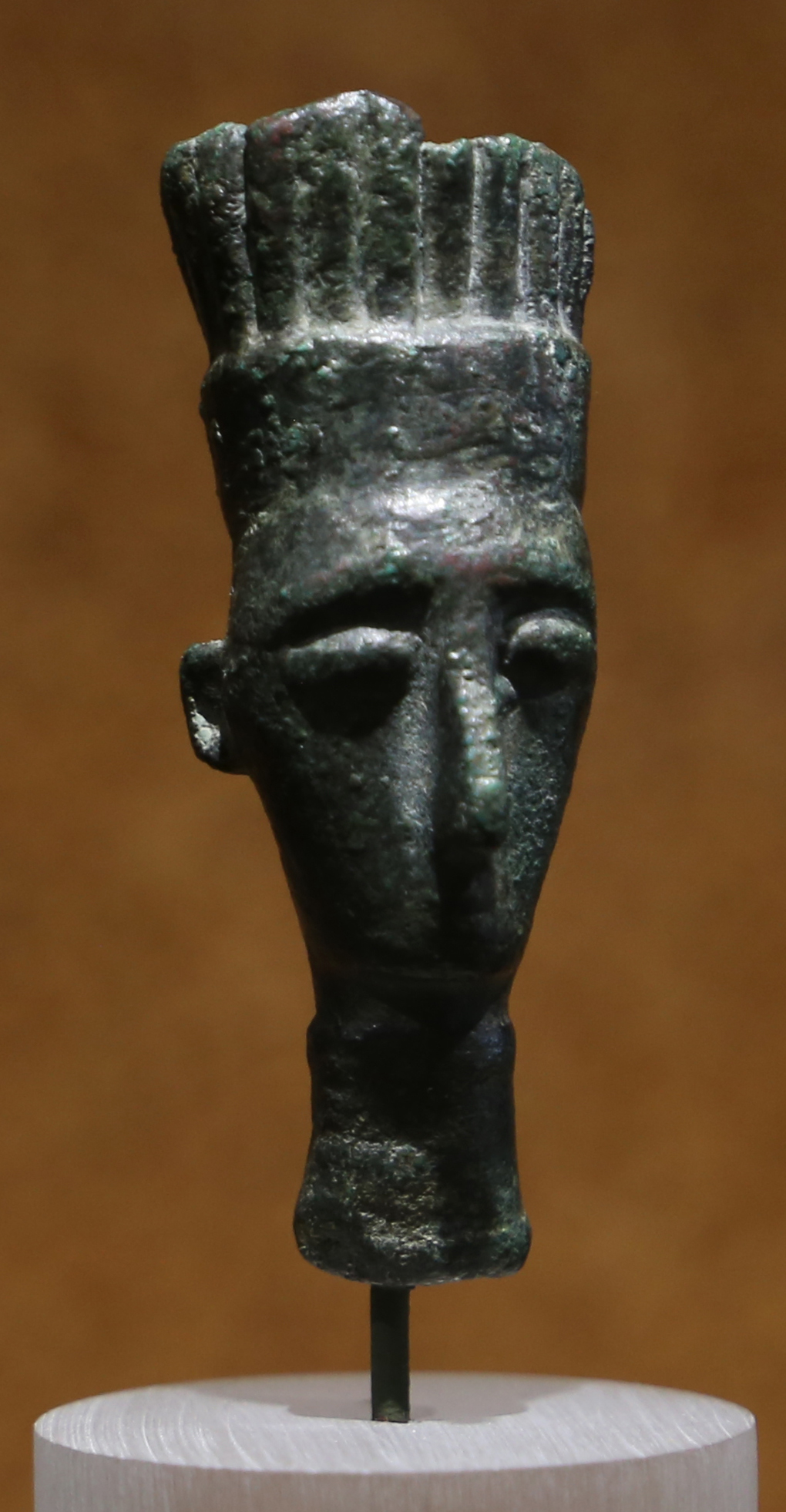
Bronzetto raffigurante Sardus da Decimoputzu

## Raffigurazione
Le popolazioni nuragiche lo veneravano tradizionalmente come dio cacciatore e lo raffiguravano con il capo cinto da una corona piumata e con un giavellotto sulla spalla. La più antica raffigurazione di Sardus – secondo gli studiosi – potrebbe essere un bronzetto ritrovato durante gli scavi del tempio di Antas, datato al IX secolo a.C., raffigurante il dio senza vesti e con la mano sinistra che impugna una lancia.

## Onorificenza
Dal 2007 è stata istituita un'onorificenza chiamata Sardus Pater, che viene assegnata dalla Regione Sardegna ai cittadini italiani e 
stranieri che si siano distinti per particolari meriti di valore culturale, sociale o morale e 
abbiano dato lustro alla Sardegna L'onorificenza è costituita da una medaglia d'oro e una pergamena che elenca le motivazioni per cui è stata assegnata. Nel 2007 al professor Giovanni Lilliu, nel 2008 al professor Antonio Cao, nel 2010 alla Brigata Sassari,  nel 2012 a Rossella Urru.